# Selenia obscura
Selenia obscura är en fjärilsart som beskrevs av Barend J. Lempke 1951. Selenia obscura ingår i släktet Selenia och familjen mätare. Inga underarter finns listade i Catalogue of Life.